# Stadium Gal
Das Stadium Gal ist das vereinseigene Fußballstadion des nordspanischen Fußballvereins Real Unión Irún. Irun liegt in der Provinz Gipuzkoa in der Autonomen Gemeinschaft Baskenland an der Grenze zu Frankreich.

## Geschichte
Das Stadion entstand 1926 in der erfolgreichsten Phase des Vereins; als vierfacher spanischer Pokalsieger (1913, 1918, 1924 und 1927) und 1928 Gründungsmitglied der ersten spanischen Liga. Mit dem Spiel Real Unión Irún gegen den FC Barcelona wurde die damalige Spielstätte eingeweiht; vorher spielte man im Campo Bidasotarra. Es liegt direkt am Ufer des Bidasoa-Flusses; nur rund 300 Meter von der Grenze zu Frankreich entfernt. Im Jahr 1997 wurde es komplett renoviert. Es bietet heute 5000 Plätze; davon verteilen sich 3000 Sitzplätze auf die beiden Längstribünen (Haupttribüne 1700 Plätze; Osttribüne 1300 Plätze). Dazu kommt noch eine Hintertortribüne mit Stehplätzen. Das ganze Stadion ist in weiß gehalten (u. a. Sitze und Überdachung). Die Haupttribüne ist mit einer hellen; lichtdurchlässigen Konstruktion überdacht. Hinter der Stehplatztribüne im Süden ist ein Kunstrasenplatz angelegt.

## Galerie

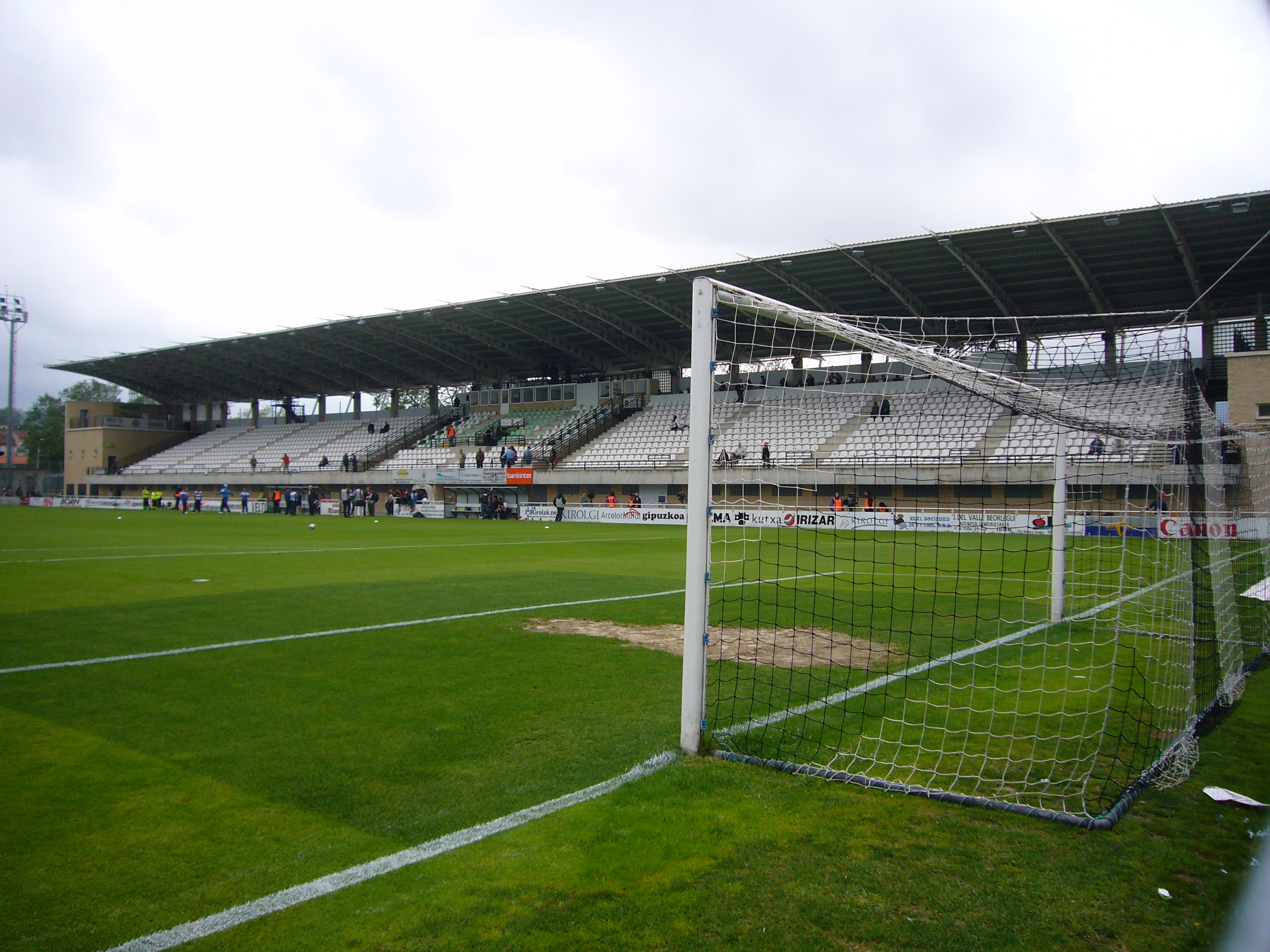
Tribüne im Stadium Gal (Juni 2010)
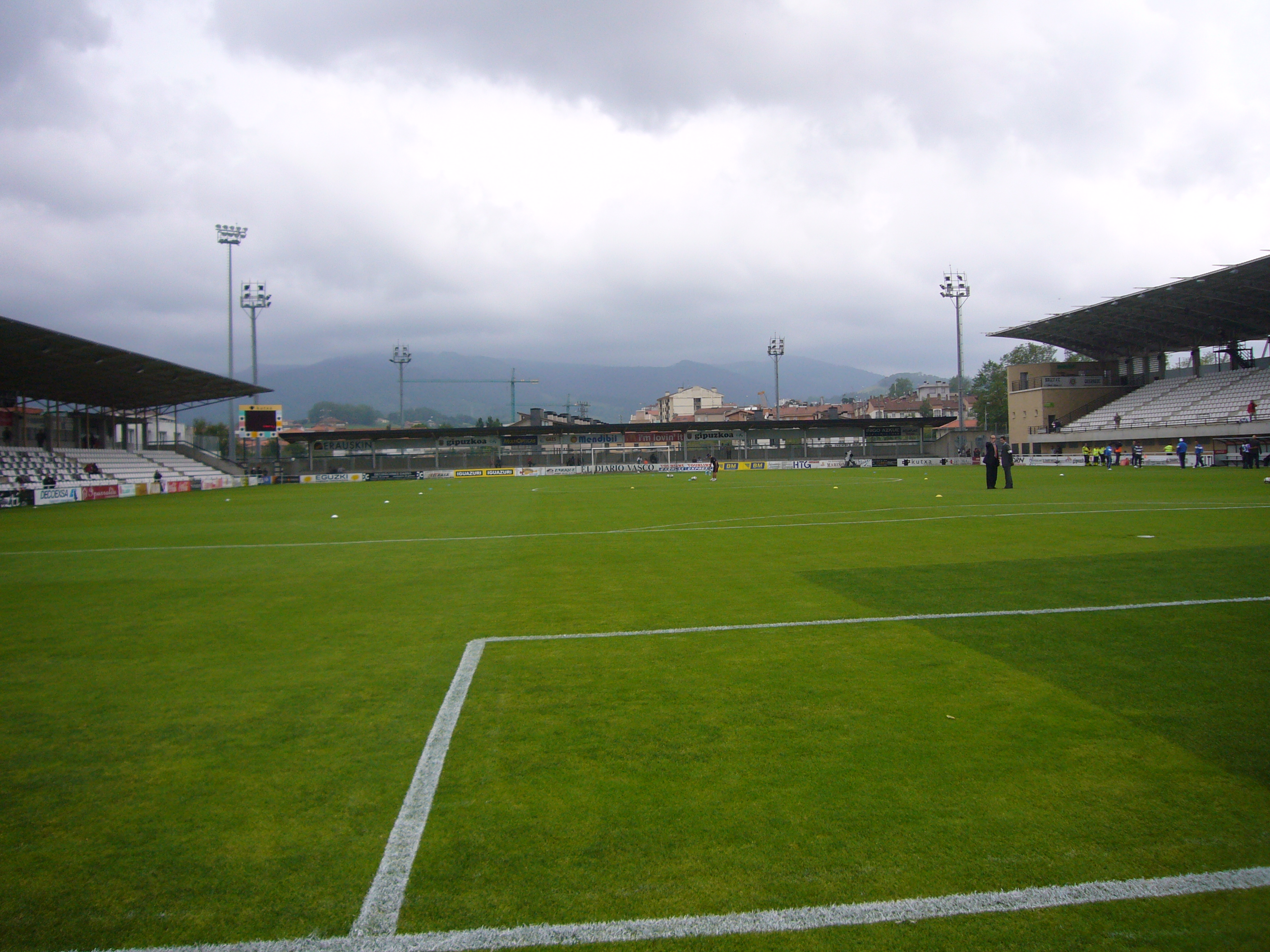
Blick von der Nordtribüne (Juni 2010)